# Thuật ngữ kỳ học
Thuật ngữ kỳ học (hay thuật ngữ cờ học) là danh pháp dùng trong kỳ học, môn học về các lá cờ, để miêu tả một cách chính xác các thành phần và các đặc tính của các lá cờ.

## Các mẫu cơ bản
Nhiều loại cờ thừa hưởng các thiết kế của huy hiệu học Châu Âu, và các mẫu cờ có thể chia sẻ tên dùng trong huy hiệu học Châu Âu.
| Tên               | Minh họa | Ví dụ               |
| ----------------- | -------- | ------------------- |
| Viền quanh        |          | Quốc kỳ Maldives    |
| Ô góc             |          | Quốc kỳ Hoa Kỳ      |
| Chia bốn          |          | Quốc kỳ Panama      |
| Chữ thập          |          | Quốc kỳ Thụy Sĩ     |
| Chữ thập đối xứng |          | Quốc kỳ Gruzia      |
| Chữ thập Bắc Âu   |          | Quốc kỳ Iceland     |
| Sọc đứng          |          | Quốc kỳ Pháp        |
| Sọc ngang         |          | Quốc kỳ Nga         |
| Sọc chéo          |          | Quốc kỳ Tanzania    |
| Lon ngang         |          | Quốc kỳ Philippines |
| Chữ Y ngang       |          | Quốc kỳ Nam Phi     |
| Chữ X             |          | Quốc kỳ Scotland    |